# Quattuorvirs
Les Quattuorvirs (en latin quattuorviri) sont, sous la Rome antique, des magistrats au nombre de quatre.
On distinguait :
- les quattuorviri jure dicundo « quattuorvirs chargés de dire le droit » : le collège de quatre magistrats municipaux à la tête d’une colonie de droit latin (les colonies de droit romain étaient administrées quant à elles par un collège de deux hommes, les duumvirs).
- les quattuorviri viarum curandarum : à Rome, les quatre élus municipaux chargés de la voirie. Ils faisaient partie du vigintivirat.

## Prérogatives et fonctions
Les quadrumvirs ont été élus par le Sénat romain.
Ils se distinguaient, par leurs prérogatives, en deux collèges de duoviri : le premier, aedilicia potestate, avait des fonctions de police ; le second, iure dicundo, avait des pouvoirs supérieurs en matière de juridiction, d'administration et de gestion financière.

## Fascisme

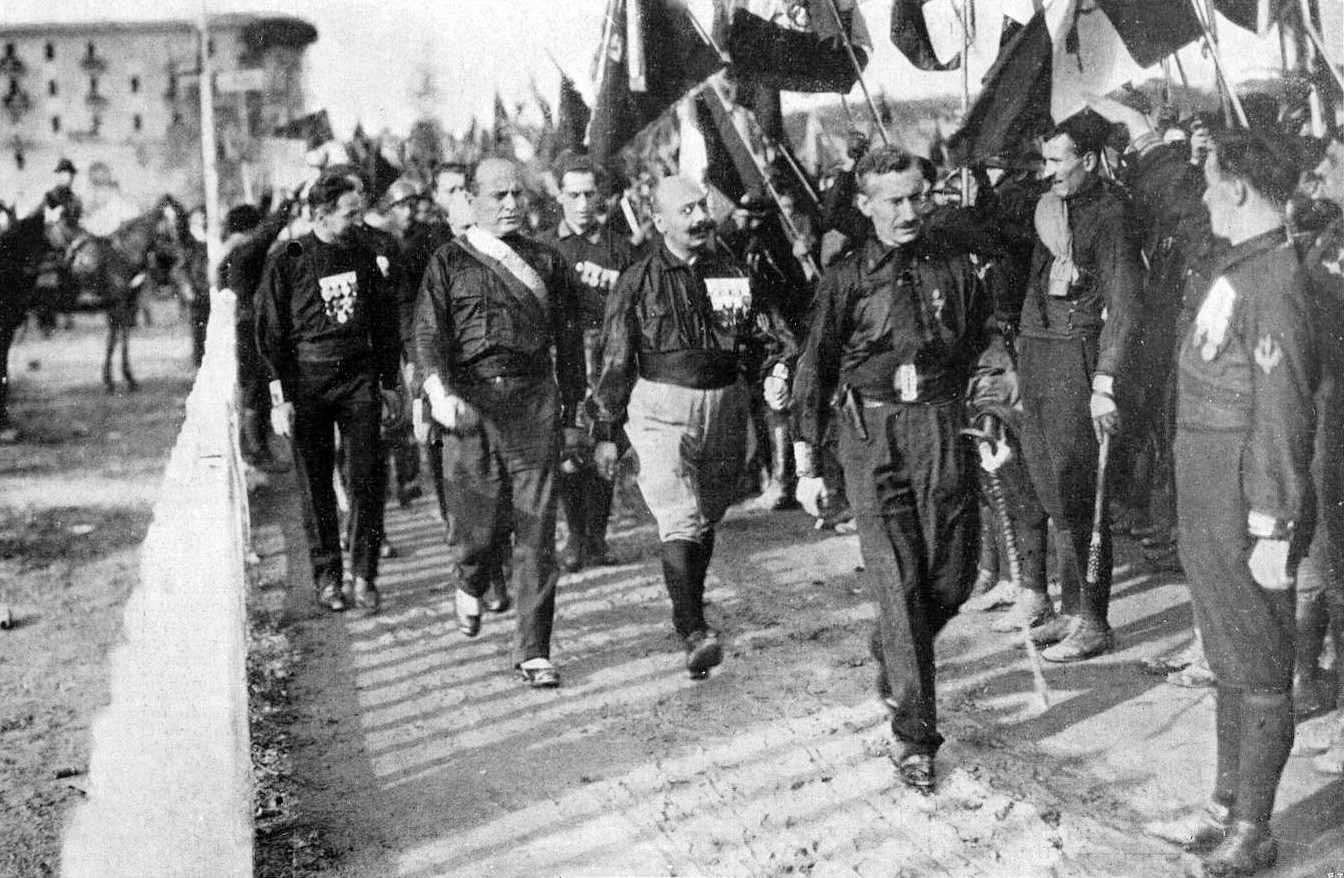
De gauche à droite : Benito Mussolini, Cesare Maria De Vecchi, Michele Bianchi, au deuxième rang à gauche Italo Balbo en 1922

Le 28 octobre 1922, un quadrumvirat fasciste est chargé de diriger la marche sur Rome. Les quadrumvirs en question étaient Italo Balbo, Michele Bianchi, Emilio De Bono et Cesare Maria De Vecchi.